# تشاك نيس
تشاك نيس (بالإنجليزية: Chuck Nice)‏ هو مقدم برامج إذاعية أمريكي، ولد في 10 يوليو 1966 في فيلادلفيا في الولايات المتحدة.

## وصلات خارجية
- الموقع الرسمي
- تشاك نيس على موقع IMDb (الإنجليزية)
- تشاك نيس على موقع قاعدة بيانات الفيلم (الإنجليزية)